# Stupeň Réaumura

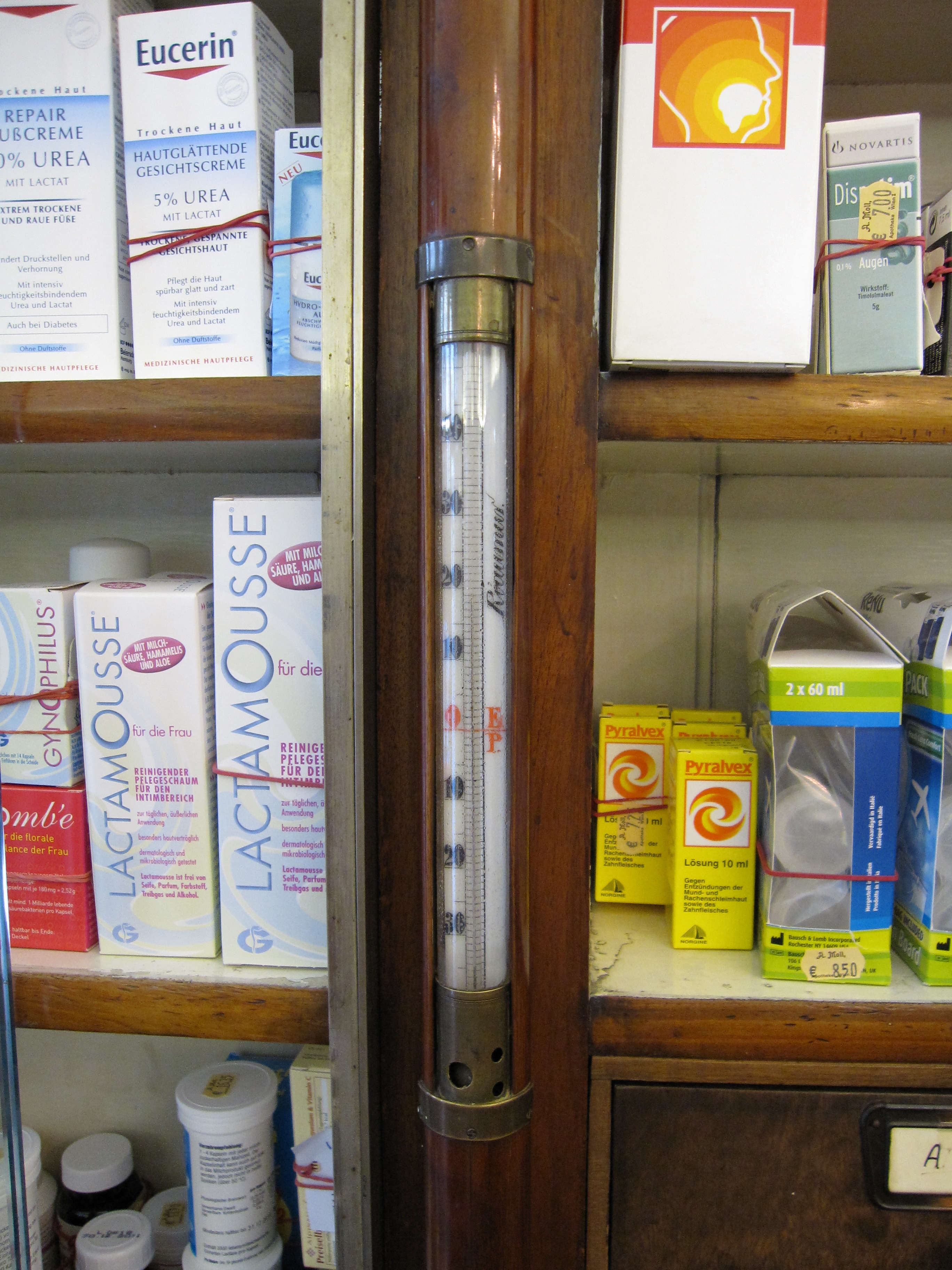
Starý teploměr ve vídeňské lékárně ukazuje teplotu ve stupních Réamaura

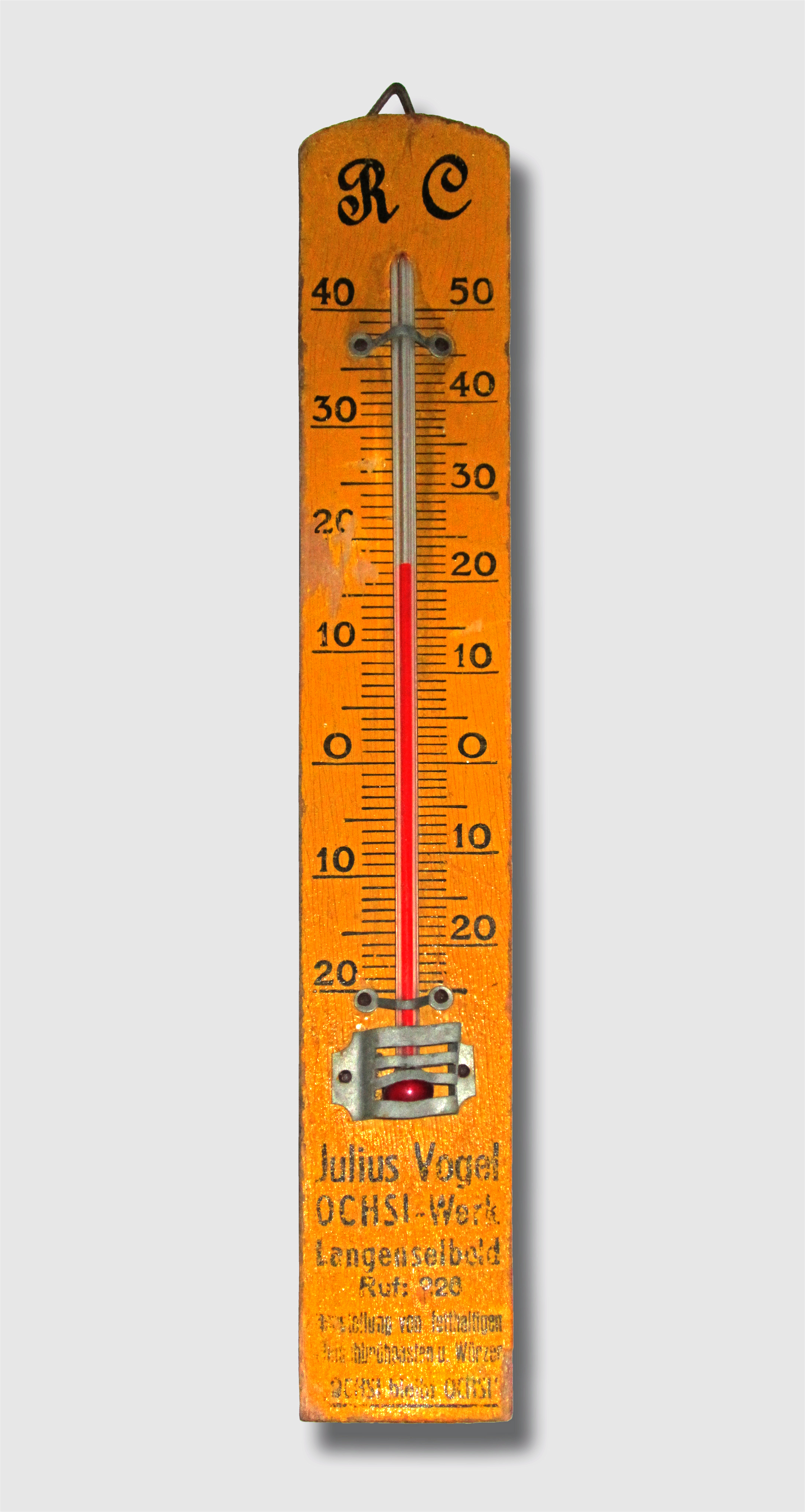
Teploměr s Réamurovou a Celsiovou stupnicí

Stupeň Réaumura (ve francouzštině značka °Ré, v českém prostředí běžně °R) je jednotka teploty pojmenovaná po francouzském přírodovědci Reném Réaumurovi, který ji zavedl roku 1730, tedy 12 let před vytvořením stupnice Celsiovy. Svého času byla velmi rozšířená, udržela se až do 20. století, ale dnes se již téměř nepoužívá.
0 °Ré bylo definováno jako bod mrznutí vody, přičemž přírůstek teploty ∆ 1 °Ré odpovídal zvětšení objemu 80% lihu (ethanolu) v lihovém teploměru o 1/1000.
Shodou okolností z této definice vyplývá, že teplota 80 °Ré odpovídá bodu varu vody při normálním atmosférickém tlaku.

## Přepočet na jiné stupnice

### Celsiova stupnice
{\displaystyle C={\frac {5}{4}}\cdot R},
{\displaystyle R={\frac {4}{5}}\cdot C},
kde R je teplota ve stupních Réaumura, C je teplota ve stupních Celsia.

### Fahrenheitova stupnice
{\displaystyle R={\frac {4(F-32)}{9}}},
{\displaystyle F={\frac {9R}{4}}+32},
kde R je teplota ve stupních Réaumura, F je teplota ve stupních Fahrenheita.

### Kelvinova stupnice
{\displaystyle K={\frac {5}{4}}\cdot R+273{,}15}
{\displaystyle R={\frac {4(K-273{,}15)}{5}}}
kde R je teplota ve stupních Réaumura, K je teplota v kelvinech.